# 约阿希姆·埃里希
约阿希姆·埃里希（德語：Joachim Ehrig，1947年2月21日—），德国男子赛艇运动员。他曾代表西德参加1972年夏季奥林匹克运动会赛艇比赛，获得男子四人单桨无舵手铜牌。